# Annapol (powiat jarociński)
Annapol – wieś sołecka w Polsce położona w województwie wielkopolskim, w powiecie jarocińskim, w gminie Jarocin.
W latach 1975–1998 miejscowość administracyjnie należała do województwa kaliskiego.